# Rallye Deutschland 2010

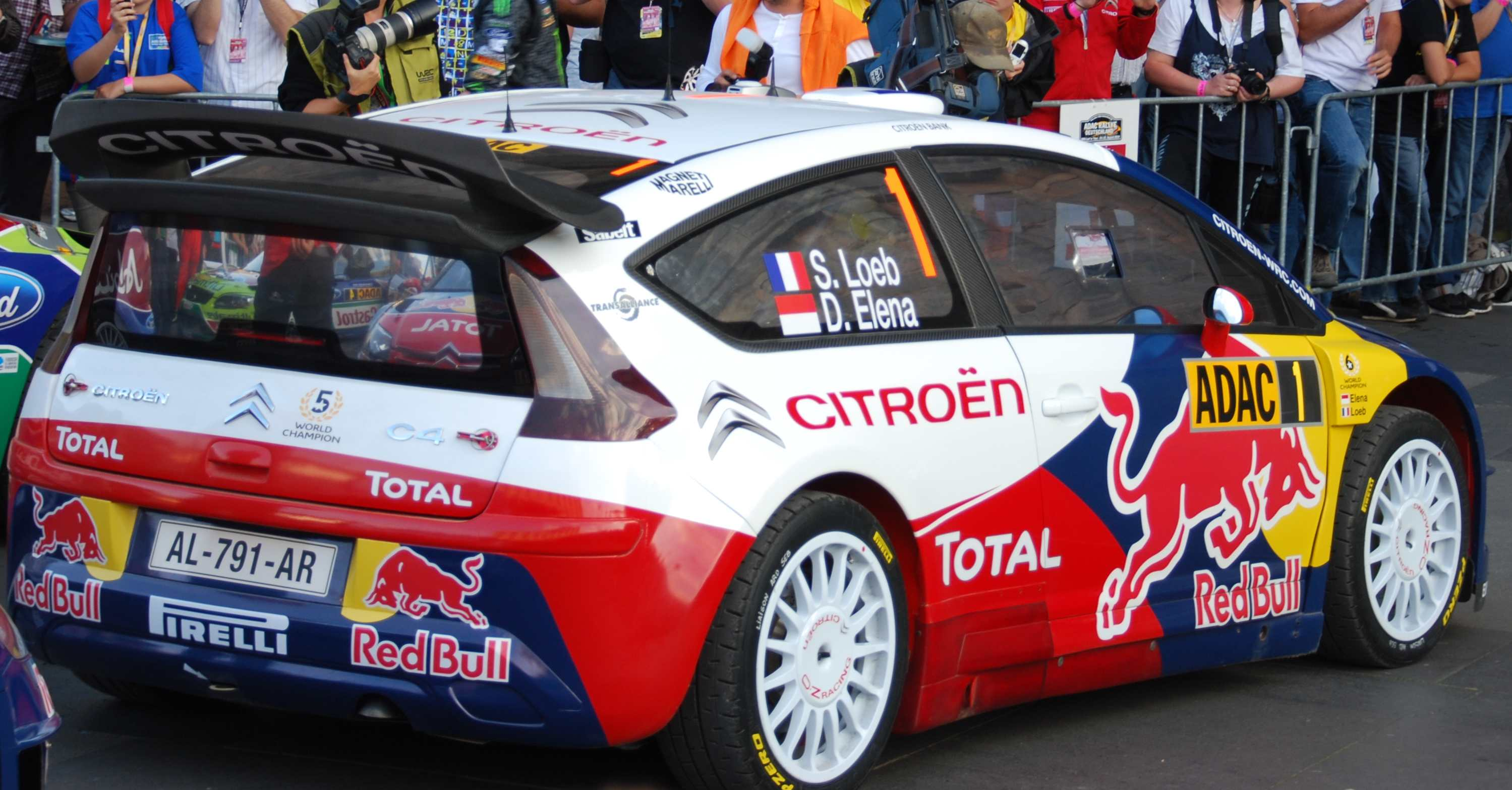
Sébastien Loeb und Daniel Elena im Citroën C4 bei der Rallye Deutschland 2010.

Die 28. Rallye Deutschland war der neunte Lauf der Rallye-Weltmeisterschaft 2010. Die Rallye wurde vom 20. bis 22. August 2010 in der Umgebung von Trier gefahren. Innerhalb von 19 Wertungsprüfungen wurden 1192,99 Kilometer auf asphaltiertem Straßenbelag zurückgelegt, davon 405,67 gewertet. Von 78 gestarteten Teams erreichten 55 das Ziel.

## Bericht
Traditionell wurde die Rallye in Trier gestartet am Freitagabend bei der Porta Nigra. In den folgenden Tagen führte die Strecke in die Weinberge des Mosellandes, über die Panzerplatte und am Sonntag zurück in die Stadt, wo die letzte Wertungsprüfung stattfand. Die Rallye Deutschland war fest in der Hand von Sébastien Loeb. Der Weltmeister führte von der ersten Wertungsprüfung an und ließ zu keiner Zeit einen Zweifel aufkommen an seinem achten Sieg in Folge bei dieser Rallye. Teamkollege Dani Sordo zeigte als Zweiter eine gute Leistung. Sébastien Ogier komplettierte den Dreifacherfolg des französischen Herstellers Citroën. Ford erlebte ein schwieriges Wochenende. Jari-Matti Latvala holte als vierter WM-Punkte und war bester Ford-Fahrer. Nach einem Reifenschaden am ersten Tag zeigte Petter Solberg eine starke Aufholjagd, die ihm schließlich den fünften Rang brachte. Obwohl sich Kimi Räikkönen (Citroën) dem Ford-Fahrer Matthew Wilson geschlagen geben musste im Kampf um den sechsten Rang, war Räikkönen bei der Asphalt-Rallye ein gutes Resultat gelungen.

## Klassifikationen

### Endresultat
| Pos    | Fahrer                 | Beifahrer               | Auto                      | Zeit      | Rückstand | Punkte |
| WRC    | WRC                    | WRC                     | WRC                       | WRC       | WRC       | WRC    |
| ------ | ---------------------- | ----------------------- | ------------------------- | --------- | --------- | ------ |
| 01     | Sébastien Loeb         | Daniel Elena            | Citroën C4 WRC            | 3:59:38.3 | 00:51.3   | 25     |
| 02     | Daniel Sordo           | Diego Vallejo           | Citroën C4 WRC            | 4:00:29.6 | 00:51.3   | 18     |
| 03     | Sébastien Ogier        | Julien Ingrassia        | Citroën C4 WRC            | 4:01:51.6 | 02:13.3   | 15     |
| 04     | Jari-Matti Latvala     | Miikka Anttila          | Ford Focus RS WRC         | 4:02:12.2 | 02:33.9   | 12     |
| 05     | Petter Solberg         | Chris Patterson         | Citroën C4 WRC            | 4:06:26.0 | 06:47.7   | 10     |
| 06     | Matthew Wilson         | Scott Martin            | Ford Focus RS WRC         | 4:08:25.0 | 08:46.7   | 8      |
| 07     | Kimi Räikkönen         | Kaj Lindström           | Citroën C4 WRC            | 4:08:28.8 | 08:50.5   | 6      |
| 08     | Khalid Al-Qassimi      | Michael Orr             | Ford Focus RS WRC         | 4:17:14.8 | 17:36.5   | 4      |
| 09     | Mark van Eldik         | Robin Buysmans          | Subaru Impreza WRC        | 4:17:31.3 | 17:53.0   | 2      |
| 10     | Patrik Sandell         | Emil Axelsson           | Škoda Fabia S2000         | 4:17:37.1 | 17:58.8   | 1      |
| SWRC   |                        |                         |                           |           |           |        |
| 1 (10) | Patrik Sandell         | Emil Axelsson           | Škoda Fabia S2000         | 4:17:37.1 | 00:51.3   | 25     |
| 2 (11) | Martin Prokop          | Jan Tománek             | Ford Fiesta S2000         | 4:17:41.8 | 00:04.7   | 18     |
| 3 (13) | Per-Gunnar Andersson   | Anders Fredriksson      | Škoda Fabia S2000         | 4:20:49.7 | 03:12.6   | 15     |
| 4 (14) | Eyvind Brynildsen      | Cato Menkerud           | Škoda Fabia S2000         | 4:20:52.3 | 03:15.2   | 12     |
| 5 (15) | Xavier Pons            | Alex Haro               | Ford Fiesta S2000         | 4:23:37.2 | 06:00.1   | 10     |
| 6 (28) | Michał Kościuszko      | Maciek Szczepaniak      | Škoda Fabia S2000         | 4:40:48.8 | 23:11.7   | 8      |
| 7 (32) | Bernardo Sousa         | Nuno Rodrigues da Silva | Ford Fiesta S2000         | 4:42:06.1 | 24:29.0   | 6      |
| 8 (34) | Albert Llovera         | Borja Rozada            | Abarth Grande Punto S2000 | 4:47:17.9 | 29:40.8   | 4      |
| PWRC   |                        |                         |                           |           |           |        |
| 1 (18) | Armindo Araújo         | Miguel Ramalho          | Mitsubishi Lancer Evo X   | 4:26:08.4 | 00:51.3   | 25     |
| 2 (19) | Hayden Paddon          | John Kennard            | Mitsubishi Lancer Evo X   | 4:26:32.8 | 00:24.4   | 18     |
| 3 (20) | Patrik Flodin          | Göran Bergsten          | Subaru Impreza WRX STI    | 4:28:53.5 | 02:45.1   | 15     |
| 4 (23) | Hermann Gassner jun.   | Katharina Wüstenhagen   | Mitsubishi Lancer Evo IX  | 4:30:43.6 | 04:35.2   | 12     |
| 5 (31) | Ott Tänak              | Kuldar Sikk             | Mitsubishi Lancer Evo X   | 4:41:42.0 | 15:33.6   | 10     |
| 6 (36) | Toshihiro Arai         | Daniel Barritt          | Subaru Impreza WRX STI    | 4:49:35.8 | 23:27.4   | 8      |
| 7 (43) | Nicholai Georgiou      | Joseph Matar            | Mitsubishi Lancer Evo X   | 4:59:09.6 | 33:01.2   | 6      |
| 8 (45) | Peter Horsey           | Calvin Cooledge         | Mitsubishi Lancer Evo X   | 5:01:10.6 | 35:02.2   | 4      |
| 9 (53) | Nuno Barroso Pereira   | Pedro Conde             | Subaru Impreza WRX STI    | 5:26:01.9 | 59:53.5   | 2      |
| JWRC   |                        |                         |                           |           |           |        |
| 1 (22) | Hans Weijs jun         | Bjorn Degandt           | Citroën C2 S1600          | 4:30:13.4 | 00:51.3   | 25     |
| 2 (26) | Aaron Burkart          | André Kachel            | Suzuki Swift S1600        | 4:35:32.6 | 05:19.2   | 18     |
| 3 (30) | Karl Kruuda            | Martin Järveoja         | Suzuki Swift S1600        | 4:41:26.1 | 11:12.7   | 15     |
| 4 (38) | Christian Riedemann    | Josefine Corinn Beinke  | Ford Fiesta R2            | 4:50:53.4 | 20:40.0   | 12     |
| 5 (40) | Egoi Eder Valdés López | Albert Garduno          | Renault Clio R3           | 4:58:57.0 | 28:43.6   | 10     |
| 6 (46) | Yeray Lemes            | Rogelio Peñate          | Renault Clio S1600        | 5:05:13.3 | 34:59.9   | 8      |
| 7 (54) | Todor Slavov           | Dobromir Filipov        | Renault Clio R3           | 5:27:34.0 | 57:20.6   | 6      |

### Wertungsprüfungen
| Tag                                          | WP                                           | Name                 | Länge    | Start MESZ     | Gewinner        | Beifahrer       | Auto           | Zeit    | Ø km/h | Leader         |
| WRC                                          | WRC                                          | WRC                  | WRC      | WRC            | WRC             | WRC             | WRC            | WRC     | WRC    | WRC            |
| -------------------------------------------- | -------------------------------------------- | -------------------- | -------- | -------------- | --------------- | --------------- | -------------- | ------- | ------ | -------------- |
| Tag 1 (20. Aug.)                             | WP1                                          | Ruwertal / Fell 1    | 24,01 km | 09:43          | Sébastien Loeb  | Daniel Elena    | Citroën C4 WRC | 13:54.2 | 103,62 | Sébastien Loeb |
| Tag 1 (20. Aug.)                             | WP2                                          | Grafschaft Veldenz 1 | 23,09 km | 10:46          | Sébastien Loeb  | Daniel Elena    | Citroën C4 WRC | 13:29.5 | 102,69 | Sébastien Loeb |
| Tag 1 (20. Aug.)                             | WP3                                          | Moselland 1          | 19,92 km | 11:34          | Sébastien Loeb  | Daniel Elena    | Citroën C4 WRC | 12:06.8 | 98,67  | Sébastien Loeb |
| Tag 1 (20. Aug.)                             | Service Messepark Trier, 13:19 Uhr (30 Min.) |                      |          |                |                 |                 |                |         |        | Sébastien Loeb |
| Tag 1 (20. Aug.)                             | WP4                                          | Ruwertal / Fell 2    | 24,01 km | 14:32          | Petter Solberg  | Chris Patterson | Citroën C4 WRC | 13:51.7 | 103,93 | Sébastien Loeb |
| Tag 1 (20. Aug.)                             | WP5                                          | Grafschaft Veldenz 2 | 23,09 km | 15:35          | Sébastien Loeb  | Daniel Elena    | Citroën C4 WRC | 13:26.5 | 103,07 | Sébastien Loeb |
| Tag 1 (20. Aug.)                             | WP6                                          | Moselland 2          | 19,92 km | 16:23          | Daniel Sordo    | Diego Vallejo   | Citroën C4 WRC | 12:01.3 | 99,42  | Sébastien Loeb |
| Tag 1 (20. Aug.)                             | Service Messepark Trier, 17:38 Uhr (45 Min.) |                      |          |                |                 |                 |                |         |        | Sébastien Loeb |
| Tag 2 (21. Aug.)                             |                                              |                      |          |                |                 |                 |                |         |        | Sébastien Loeb |
| Service Messepark Trier, 06:40 Uhr (15 Min.) |                                              |                      |          |                |                 |                 |                |         |        | Sébastien Loeb |
| WP7                                          | Hermeskeil / Gusenburg 1                     | 11,34 km             | 07:48    | Sébastien Loeb | Daniel Elena    | Citroën C4 WRC  | 06:11.5        | 109,89  |        | Sébastien Loeb |
| WP8                                          | St. Wendeler Land 1                          | 16,95 km             | 08:31    | Daniel Sordo   | Diego Vallejo   | Citroën C4 WRC  | 09:10.3        | 110,89  |        | Sébastien Loeb |
| WP9                                          | Freisen / Westrich 1                         | 16,68 km             | 09:04    | Sébastien Loeb | Daniel Elena    | Citroën C4 WRC  | 09:55.7        | 100,80  |        | Sébastien Loeb |
| Service Birkenfeld, 09:52 Uhr (15 Min.)      |                                              |                      |          |                |                 |                 |                |         |        | Sébastien Loeb |
| WP10                                         | Arena Panzerplatte 1                         | 48,00 km             | 10:30    | Sébastien Loeb | Daniel Elena    | Citroën C4 WRC  | 27:55.8        | 103,11  |        | Sébastien Loeb |
| Service Messepark Trier, 13:20 Uhr (30 Min.) |                                              |                      |          |                |                 |                 |                |         |        | Sébastien Loeb |
| WP11                                         | Hermeskeil / Gusenburg 2                     | 11,34 km             | 14:43    | Petter Solberg | Chris Patterson | Citroën C4 WRC  | 06:11.3        | 109,95  |        | Sébastien Loeb |
| WP12                                         | St. Wendeler Land 2                          | 16,95 km             | 15:26    | Daniel Sordo   | Diego Vallejo   | Citroën C4 WRC  | 09:11.6        | 110,62  |        | Sébastien Loeb |
| WP13                                         | Freisen / Westrich 2                         | 16,68 km             | 15:59    | Daniel Sordo   | Diego Vallejo   | Citroën C4 WRC  | 09:59.2        | 100,21  |        | Sébastien Loeb |
| Service Birkenfeld, 16:47 Uhr (15 Min.)      |                                              |                      |          |                |                 |                 |                |         |        | Sébastien Loeb |
| WP14                                         | Arena Panzerplatte 2                         | 48,00 km             | 17:25    | Petter Solberg | Chris Patterson | Citroën C4 WRC  | 27:39.2        | 104,15  |        | Sébastien Loeb |
| Service Messepark Trier, 19:45 Uhr (45 Min.) |                                              |                      |          |                |                 |                 |                |         |        | Sébastien Loeb |
| Tag 3 (22. Aug.)                             |                                              |                      |          |                |                 |                 |                |         |        | Sébastien Loeb |
| Service Messepark Trier, 06:25 Uhr (15 Min.) |                                              |                      |          |                |                 |                 |                |         |        | Sébastien Loeb |
| WP15                                         | Dhrontal 1                                   | 22,58 km             | 07:28    | Petter Solberg | Chris Patterson | Citroën C4 WRC  | 14:44.2        | 91,93   |        | Sébastien Loeb |
| WP16                                         | Moselwein 1                                  | 18,08 km             | 08:03    | Sébastien Loeb | Daniel Elena    | Citroën C4 WRC  | 10:50.7        | 100,03  |        | Sébastien Loeb |
| Service Messepark Trier, 09:18 Uhr (30 Min.) |                                              |                      |          |                |                 |                 |                |         |        | Sébastien Loeb |
| WP17                                         | Dhrontal 2                                   | 22,58 km             | 10:36    | Petter Solberg | Chris Patterson | Citroën C4 WRC  | 14:36.9        | 92,70   |        | Sébastien Loeb |
| WP18                                         | Moselwein 2                                  | 18,08 km             | 11:11    | Sébastien Loeb | Daniel Elena    | Citroën C4 WRC  | 10:44.0        | 101,07  |        | Sébastien Loeb |
| WP19                                         | Circus Maximus Trier                         | 4,37 km              | 13:03    | Kimi Räikkönen | Kaj Lindström   | Citroën C4 WRC  | 03:13.9        | 81,13   |        | Sébastien Loeb |
| Service Messepark Trier, 13:26 Uhr (10 Min.) |                                              |                      |          |                |                 |                 |                |         |        | Sébastien Loeb |

### Gewinner Wertungsprüfungen
| WP                       | Anzahl | Fahrer         | Auto           |
| ------------------------ | ------ | -------------- | -------------- |
| 1–3, 5, 7, 9, 10, 16, 18 | 9      | Sébastien Loeb | Citroën C4 WRC |
| 4, 11, 14, 15, 17        | 5      | Petter Solberg | Citroën C4 WRC |
| 6, 8, 12, 13             | 4      | Dani Sordo     | Citroën C4 WRC |
| 19                       | 1      | Kimi Räikkönen | Citroën C4 WRC |

### Fahrer-WM nach der Rallye
| Pos. | Fahrer             | Punkte |
| ---- | ------------------ | ------ |
| 1    | Sébastien Loeb     | 191    |
| 2    | Sébastien Ogier    | 133    |
| 3    | Jari-Matti Latvala | 117    |
| 4    | Petter Solberg     | 100    |
| 5    | Dani Sordo         | 95     |

### Team-Weltmeisterschaft
| Pos. | Team                | Punkte |
| ---- | ------------------- | ------ |
| 1    | Citroën WRT         | 308    |
| 2    | Ford WRT            | 222    |
| 3    | Citroën Junior Team | 168    |
| 4    | Stobart WRT         | 118    |